# Monarquía compuesta

Escudo de Armas de Carlos I de Habsburgo que muestran los Estados que formaban su monarquía compuesta. Las armas de Carlos I añaden a las de Castilla, León, Aragón, Dos Sicilias y Granada, presentes en el escudo anterior de los Reyes Católicos, las de Austria (de gules y una faja de plata), Borgoña antiguo (bandado de oro y de azur con bordura de gules) Borgoña moderno (de azur, sembrado de flores de lis de oro y bordura camponada, cantonada de plata y gules), Brabante (de sable y un león de oro, coronado de lo mismo, lenguado y armado de gules), Flandes (de oro y un león de sable, lenguado y armado de gules) y Tirol (partido de plata y un águila de gules, coronada, picada y membrada de oro, cargado el pecho de un creciente trebolado de lo mismo). Carlos I incorpora también las columnas de Hércules con la leyenda “Plus Ultra”, en representación del Imperio ultramarino, y rodea el escudo con el collar del Toisón de Oro, como soberano de dicha Orden. Al ser coronado Emperador en 1519, timbra el escudo con la corona imperial y acola el águila bicéfala del Sacro Imperio Romano-Germánico.
A partir de 1520 añade al cuartel correspondiente a Aragón y Sicilia, otro en el que se incorporan las armas de Jerusalén, Nápoles y Navarra.

La monarquía compuesta (o de «dominium politicum et regale») es un término utilizado por la historiografía para designar a la mayor parte de las monarquías europeas de la Edad Moderna, especialmente las de los siglos XVI y XVII, caracterizadas por el hecho de constituir un conjunto de «reinos, Estados y señoríos», como se decía en la Monarquía Hispánica, bajo un mismo monarca pero manteniendo su identidad institucional y legal. 
El tratadista político castellano del siglo XVII Juan de Solórzano Pereira las definió como aquellas monarquías integradas por diversos reinos y Estados, unidos bajo la fórmula aeque principaliter («unión diferenciada»), lo que significaba que «los reinos se han de regir, y gobernar como si el rey que los tiene juntos, lo fuera solamente de cada uno de ellos».
Uno de los ejemplos más acabados de monarquía compuesta fue la Monarquía Hispánica, que nació en 1479 de la unión dinástica de la Corona de Castilla y de la de Aragón por el matrimonio de sus respectivos soberanos Isabel I de Castilla y Fernando II de Aragón, conocidos como los Reyes Católicos. Desde entonces la Monarquía Hispánica o Católica, fue agregando diversos «reinos, Estados y señoríos» en Europa y en América hasta convertirse bajo los reyes de la Casa de Austria en la monarquía más poderosa de su tiempo. 
En 1580 Felipe II incorporó a la Monarquía el Reino de Portugal, con lo que toda España —en una de las acepciones que adquiría este término entonces, aunque era también común, desde los Reyes Católicos, la identificación de España con las Coronas de Aragón y Castilla— quedó bajo la soberanía de un único monarca. Como advirtió Francisco de Quevedo en España defendida, obra publicada en 1609, «propiamente España se compone de tres coronas: de Castilla, Aragón y Portugal».

## Historia

### La definición del término
El primer historiador en utilizar la fórmula «Estado compuesto» (composite state) para referirse a las monarquías de los dos primeros siglos de la Edad Moderna fue Helmut G. Koenigsberger en 1975 en su lección de inauguración de la cátedra de historia en el King's College de Londres titulada «Dominium regale or Dominium politicum et regale». En ella afirmó, según el historiador John H. Elliott, que "la mayoría de los Estados del período moderno fueron Estados compuestos [o de Dominium politicum et regale], los cuales incluían más de un país bajo el dominio de un solo soberano", y a continuación clasificó estos Estados en dos categorías: los Estados compuestos separados entre sí por otros Estados o por el mar, como la Monarquía de los Habsburgo españoles, la monarquía de los Hohenzollern de Brandeburgo-Prusia, o la Corona inglesa con su domino sobre Irlanda; y los Estados compuestos continuos como Inglaterra y Gales, Piamonte y Saboya o Polonia y Lituania. Entre estos últimos Elliott añade la Francia de los Valois y de los Borbones con su "mosaico" de pays d'élections y pays d'états —como se pudo comprobar en la unión del principado de Béarn a Francia en 1620 bajo Luis XIII—.
Después se ha utilizado más el término monarquía compuesta que el de «Estado compuesto» propuesto por Koenigsberger, aunque algunos historiadores prefieren utilizar sus propias categorías como la de «reinos múltiples» (multiple kingdoms) o incluso el de «conglomerado dinástico» (dynastic agglomerate).
El historiador Xavier Torres destaca dos características de las monarquías compuestas. La primera,que eran el resultado de "un proceso de agregación de títulos y territorios, por una vía u otra (conquista y anexión, matrimonios y sucesiones) bastante aleatoria", como en el caso de la Monarquía Hispánica de los Austrias. La segunda, que incluía una multiplicidad de entidades políticas "que tenían o podían tener, cada una, no sólo una lengua o una idiosincracia, sino, y por encima de todo, unas instituciones propias y representativas, unas leyes exclusivas y un régimen fiscal igualmente específico", lo que implicaba que el rey —o el emperador— para gobernar necesitaba la cooperación y el entendimiento con las élites de cada reino o "provincia", "lo que solía implicar el reconocimiento correspondiente de los privilegios o las libertades locales, como también se llamaba entonces a las leyes exclusivas de un determinado territorio". Su fundamento político era, pues, el pactismo o constitucionalismo antiguo.
La realidad de las monarquías compuestas no pasó desapercibida a los contemporáneos aunque no las designaran así. El principal tratadista sobre esta cuestión fue el jurista castellano del siglo XVII Juan de Solórzano Pereira que afirmó que había dos maneras de unirse un nuevo territorio a los dominios de un rey. La primera era la unión «accesoria», según la cual el nuevo reino o provincia quedaba sometido a las mismas instituciones y leyes de la entidad política en la que se integraba —fue el caso de las Indias que fueron incorporadas jurídicamente a la Corona de Castilla o el de Gales unido a Inglaterra en 1536-1543—. La segunda forma de unión, que correspondería a lo que en la actualidad se llaman monarquías compuestas, sería conocida como aeque principaliter, que según el historiador John H. Elliott significaba que "los reinos constituyentes continuaban después de su unión siendo tratados como entidades distintas, de modo que conservaban sus propias leyes, fueros y privilegios. [...] En todos estos territorios se esperaba que el rey, y de hecho se le imponía como obligación, mantuviese el estatus e identidad distintivos de cada uno de ellos".
Las ventajas que tenía la fórmula aeque principaliter o monarquía compuesta ya fue advertida a principios del siglo XVI por Nicolás Maquiavelo en El Príncipe, cuando aconsejaba dejar a los Estados conquistados «vivir con sus leyes, exigiéndoles un tributo e instaurando un régimen oligárquico que los conserve unidos». De esta forma, apunta Elliot, "al garantizar la supervivencia de las instituciones y leyes tradicionales, [la unión la] hacía más llevadera a los habitantes... [y permitía] reconciliar a las élites con el cambio de señores". Y por otro lado "el mantenimiento de un ejército de ocupación era no sólo un asunto costoso, como descubrieron en Irlanda los ingleses, sino que además podía ir en contra de la misma política de integración que trataba de seguir la corona, como se dieron cuenta los austríacos hacia finales del siglo XVII con sus intentos de poner Hungría bajo el control real".
Por su misma estructura, la viabilidad a largo plazo de las monarquías compuestas dependía del grado de colaboración que obtuvieran los monarcas de las élites "provinciales". Como ha señalado Elliott, "las monarquías compuestas estaban construidas sobre un contrato mutuo entre la corona y la clase dirigente de sus diferentes provincias, que confería incluso a las uniones más artificiales y arbitrarias una cierta estabilidad y resistencia. Si a partir de aquí el monarca fomentaba, especialmente entre la alta nobleza de sus diferentes reinos, un sentimiento de lealtad personal a la dinastía, que superase las fronteras provinciales, las probabilidades de estabilidad aumentaban todavía más. Esto era que algo que Carlos V procuró conseguir cuando abrió las puertas a la orden borgoñona del Toisón de Oro a los aristócratas de los diversos reinos de su monarquía compuesta".
Teóricos del siglo XVII como Giovanni Botero, Tommaso Campanella y Baltasar Álamos de Barrientos se ocuparon de cómo conservar una monarquía compuesta e hicieron muchas propuestas como la de fomentar los matrimonios mixtos entre la nobleza del Estado que constituía el núcleo central de la monarquía —Castilla para la Monarquía Hispánica, Inglaterra para Gran Bretaña— con las noblezas de los otros Estados "periféricos" o la distribución equitativa de los cargos entre ellas, lo que haría posible «familiarizarse los unos con los otros», como afirmó Campanella en su libro De monarchia hispanica discursus, una idea que sería recogida por el Conde-Duque de Olivares en su proyecto de Unión de Armas, uno de cuyos fines era acabar con la «sequedad y separación de corazones».
El estallido de la Guerra de los Treinta Años y la depresión económica del siglo XVII, que alcanzó a buena parte de Europa, hicieron que los gobernantes de las monarquías compuestas se plantearan alcanzar una mayor cohesión y uniformidad, porque consideraban que la diversidad inherente a este tipo de monarquía era un obstáculo para un gobierno eficaz, en un momento en que era necesario movilizar al máximo los recursos y aumentar los ingresos de la hacienda real para hacer frente a la guerra. Por ejemplo, los consejeros de Luis XIII de Francia insistieron en aplicar el sistema de los pays d'élections —donde la autoridad del monarca era muy amplia— a los pays d'états —donde estaba limitada por las leyes e instituciones propias—. En ese contexto se sitúa el proyecto de Olivares resumido en su aforismo Multa regna, sed una lex, «Muchos reinos, pero una ley». Para Olivares, "la diversidad legal e institucional de los reinos de la monarquía hispánica representaba un impedimento intolerable para sus planes de potenciar al máximo los recursos y conseguir la cooperación militar entre aquellos que era esencial para la supervivencia".

### La transformación de las monarquías compuestas

Bandera del Reino de Escocia.

Bandera del Reino de Inglaterra.

Bandera del Reino Unido de Gran Bretaña.

La monarquía compuesta que alcanzó mayor grado de cohesión y uniformidad en la segunda mitad del siglo XVII fue la de Luis XIV, quien lo logró mediante el hábil uso del patronazgo sobre las élites de las diversas "provincias", que estuvo acompañado de un proceso de afrancesamiento político y cultural, como escribió en sus memorias: «Con el fin de afianzar mis conquistas con una unión más estrecha a mis territorios ya existentes, intenté establecer en ellas las costumbres francesas». El relativo éxito alcanzado por la Monarquía de Francia presionó a sus rivales en la lucha por la hegemonía europea, todas monarquías compuestas, para aumentar su grado de unificación. El primero en intentarlo fue el emperador Leopoldo I de Austria que, cuando reconquistó el reino de Hungría al Imperio Otomano –otra monarquía compuesta—, lo trató como a un reino conquistado, pero la nobleza húngara se opuso a la supresión de las "libertades" húngaras, lo que culminó en la rebelión de Rákóczi en 1703-1711.
A principios del siglo XVIII, más concretamente entre 1707 y 1716, las tres principales monarquías compuestas europeas se reorganizaron en un sentido más unitario siguiendo modelos muy diferentes —que vinieron determinados por la correlación de fuerzas internas y por su situación internacional—:
- La Monarquía británica: en 1707 el parlamento del Reino de Inglaterra y el parlamento del Reino de Escocia —Estados que desde hacía cien años estaban unidos dinásticamente porque compartían un mismo soberano— acordaron el Acta de Unión por el que se constituía el Reino Unido de Gran Bretaña mediante la integración del parlamento escocés de Edimburgo en el inglés de Londres, pero conservando Escocia gran parte de sus leyes e instituciones y su identidad religiosa, al mismo tiempo que se tomaban medidas para fomentar la unión económica entre los dos países. Irlanda, por el contrario, no tuvo la oportunidad de integrarse en la unión y siguió con su condición de reino conquistado.
- El Imperio de los Habsburgo: en 1711 se alcanzó un acuerdo en la Paz de Szatmar que puso fin a la rebelión de Rákóczi, según el cual se garantizaban la diversidad religiosa y las constituciones húngaras, a cambio del reconocimiento de los Habsburgo como sus soberanos. Como ha señalado John Elliot, "quedaba así abierto el camino para la Monarquía Dual".
- La Monarquía Hispánica: la rebelión austracista de los estados de la Corona de Aragón contra el nuevo rey borbón Felipe V le dio la oportunidad de abolir sus leyes e instituciones propias mediante los Decretos de Nueva Planta una vez fueron sometidos a su autoridad. "La solución más integracionista de las tres fue la adoptada por Madrid. Su victoria sobre los rebeldes de Aragón, Valencia y Cataluña le había dado carta blanca", afirma John Elliot.